# Mikroregion Kralovicko
Mikroregion Kralovicko je oblastí v severovýchodní části okresu Plzeň-sever vymezenou severní hranicí okresu a řekami Berounkou, Střelou a Javornicí a zaujímající plochu 25 853 ha. Zároveň je mikroregion sdružením obcí.
Mikroregion vznikl pro všeobecnou ochranu životního prostředí a společný postup při dosahování ekologické stability, koordinace investičních akcí, sledování zájmů a činností místních samospráv, společné řešení sociálních a zdravotních služeb, obnovu venkovských zástaveb a výstavbu občanské vybavenosti.
Mezi kulturní zajímavosti patří zřícenina hradu Krašov, barokní proboštství s poutním kostelem Zvěstování Panny Marie v Mariánské Týnici a městské Muzeum Dr. Edvarda Beneše v Kožlanech.
Z přírodních zajímavostí lze zmínit přírodní parky Rohatiny, Hřešihlavská, Horní Berounka a Horní Střela, který zahrnuje hluboký kaňon řeky Střely, obří kameny Bába a Dědek u Žihle, jen století staré Odlezelské jezero či nejhojnější výskyt tisu v přírodě v rezervaci Dubensko nad soutokem Berounky a Javornice. V regionu je 6 značených turistických cest.

## Členské obce mikroregionu
- Bílov
- Bohy
- Brodeslavy
- Černíkovice
- Hlince
- Holovousy
- Chříč
- Kopidlo
- Kožlany
- Kralovice
- Mladotice
- Pastuchovice
- Potvorov
- Sedlec
- Slatina
- Studená
- Tis u Blatna
- Velečín
- Všehrdy
- Výrov
- Vysoká Libyně
- Žihle